# Martin Weskott
Martin Weskott (* 1951 in Fulda) ist ein deutscher evangelischer Pfarrer.

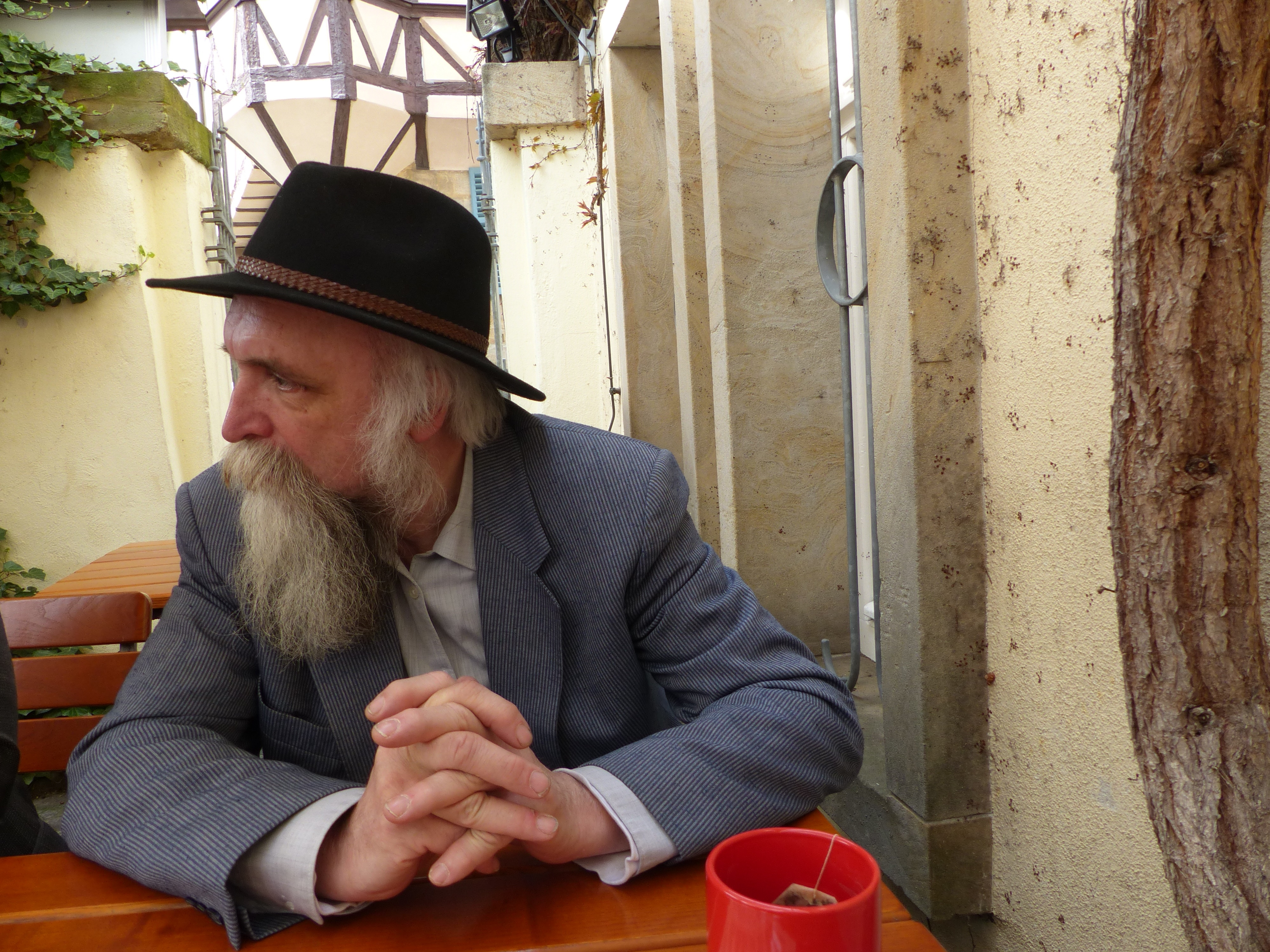
Martin Weskott, 2016

## Leben
Martin Weskott wuchs in Bückeburg in Niedersachsen auf. Nach dem Vorbild seines Großvaters, eines Pfarrers, der in der Nähe von Erfurt lebte, absolvierte auch Weskott ein Studium der Theologie sowie der Philosophie, Geschichte und Soziologie. Er lernte als Student in der Schweiz die Brockenhäuser der Heilsarmee kennen, wo man das erhält, was andere wegwerfen.
Weskott war von 1979 bis 2017 Pfarrer der Sankt-Johannes-Gemeinde in Katlenburg (südl. Niedersachsen). In der von ihm gegründeten „Diakonischen Initiative“ kümmerten sich 20 Mitarbeiterinnen um etwa 100 alte und kranke Menschen. Mit einem alten Bus oder zu Fuß besuchte er seine 1800 Gemeindemitglieder, oft fuhr er bis nach Göttingen ins Krankenhaus.
Bekannt wurde Weskott durch eine von ihm initiierte Buchrettungsaktion in der Zeit nach der politischen Wende in der DDR. Weskott wurde im Juni 1991 durch ein Bild in einem Artikel der Süddeutschen Zeitung über eine Müllkippe in Plottendorf bei Leipzig darauf aufmerksam, dass in den Nachwendejahren in riesigen Mengen als unverkäuflich betrachtete Bücher aus Verlagen, Buchhandlungen und „abgewickelten“ Bibliotheken der DDR, darunter viele druckfrische Werke, als Makulatur einfach auf Müllhalden gekippt wurden. Weskott initiierte eine Rettungsaktion für diese Bücher. Über eine Million Bücher lagerte er neben der Kirche in einer Zehntscheune. In Deutschland bekam er den Beinamen „Bücherpastor“. Er empfand diese Bezeichnung für sich als sehr zutreffend. Er veröffentlichte über 50 Bücher und ist Mitglied im PEN-Zentrum Deutschland.
Die Aktion nennt sich heute „Weitergeben statt wegwerfen“ und umfasst von Verlagen und Privatpersonen in Ost- und Westdeutschland aussortierte Bücher. Die Bücher werden jeden Sonntag nach dem Gottesdienst gegen eine Spende an Interessierte abgegeben sowie an Bildungseinrichtungen auf der ganzen Welt versandt. Der Erlös geht an die Organisation Brot für die Welt. Es finden auch Lesungen von Autoren aus ihren geretteten Werken statt. Die Reihe heißt heute „Menschen und Bücher – vorgestellt und diskutiert“.
Für seine Aktion wurden Weskott zahlreiche Ehrungen zuerkannt, darunter 1993 das Bundesverdienstkreuz sowie der erste Göttinger Lorbeer der Literarischen Gesellschaft und 2008 die Karl-Preusker-Medaille der Deutschen Literaturkonferenz e. V.